# O-Zen

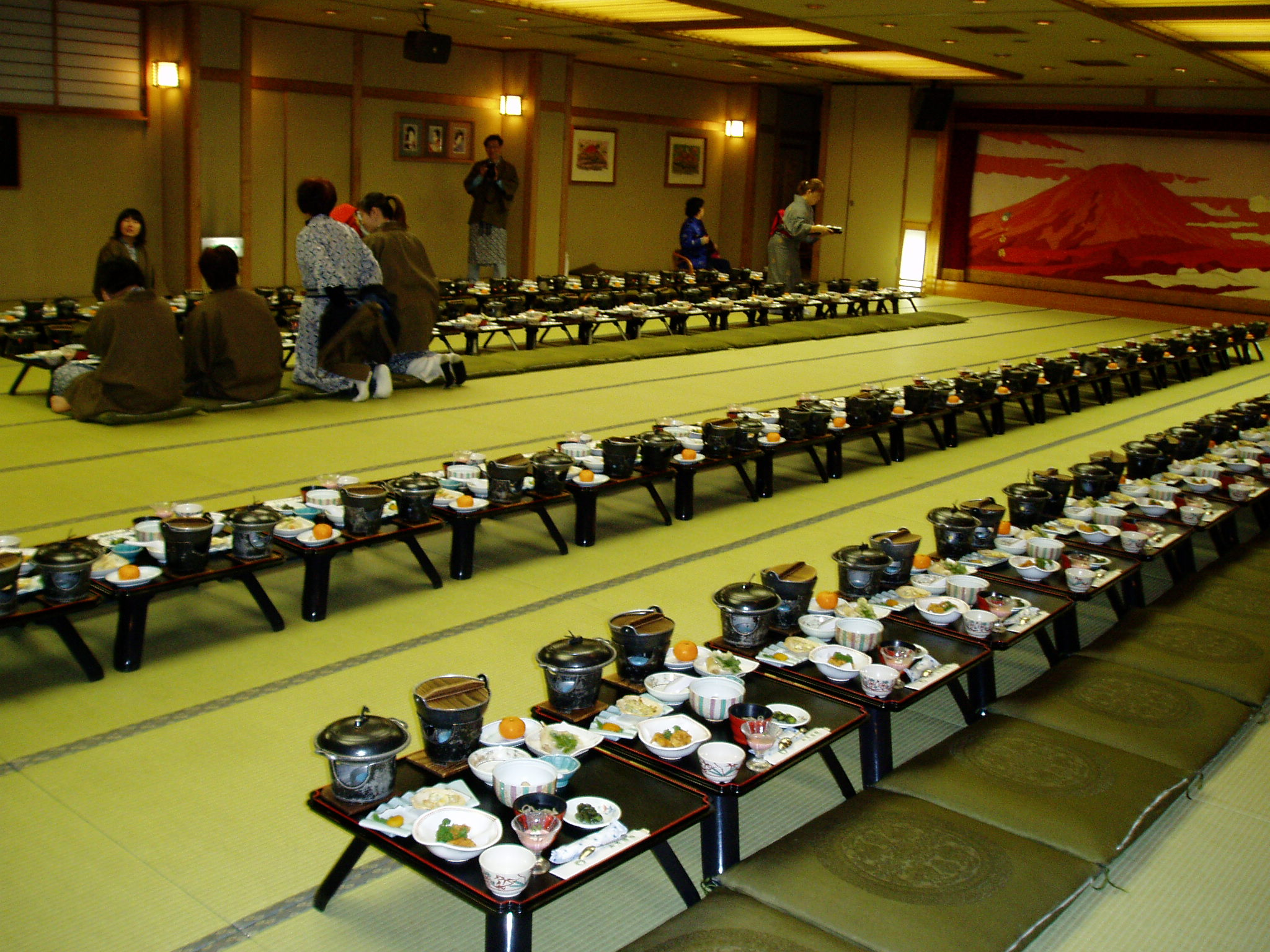
In einem Festsaal aufgereihte O-Zen

O-Zen (jap. お膳 oder 御膳) oder nur Zen (das „O“ ist ein japanisches Honorativpräfix) ist ein Gestell, das mit für die Mahlzeit einer einzelnen Person nötigen Besteck und Nahrungsmitteln ausgestattet ist. Da sie leichtbeweglich sind, können sie auch als Tafeln dienen. O-Zen verbreiteten sich in Japan während der Edo-Zeit, als auch auf der koreanischen Halbinsel.

## O-Zen in Japan

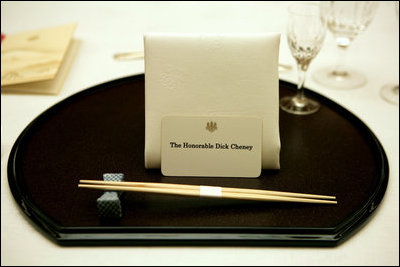
Kaisekizen

Es gibt mannigfaltige Gepflogenheiten je nach sozialer Stellung oder Brauch, z. B. die Männer sitzen etwas niedrig im Schneidersitz und die Frauen etwas hoch in Seiza. Vor der Neuzeit konnte das für den Verzehr auf Tatami oder auf dem Boden unerlässliche Geschirr in die Weite oft gesehen werden, aber mit der Verbreitung des gemeinschaftlichen Verzehrs in der Gegenwart mehrerer Menschen auf Tischen wurden die Gelegenheiten zum separaten Essen seltener. Auf einem Tisch gebraucht man auch ein Kaisekizen (会席膳, O-Zen für festliches Essen) in Form eines flachen Tabletts.

## O-Zen in Korea
Es gibt O-Zen, die sich nach Region oder Verwendungszweck unterscheiden, z. B. in Naju, Tongyeong (Südkorea) oder Kaishū.

## Verwendung
- Als Unterlage für Nahrung, Tee, Sake (Essen und Trinken, als ein Tablett in Bewegung)
- Für Hefte (Mitschreiben)

Überdies noch als Tablett für Blumen.